# Matthew Durrans
Matthew Richard Wordsworth Durrans (* 10. Dezember 1998 in Vancouver) ist ein kanadisch-englischer Fußballspieler.

## Laufbahn
Durrans wuchs in West Vancouver auf begann mit drei Jahren beim West Van FC mit dem Fußballspielen. Später spielte er im Nachwuchsprogramm der Vancouver Whitecaps und beim Mountain United FC. Durrans' Vater stammt aus der Nähe von Manchester, er ist wie seine Familie Fan von Manchester United. Mit dem Traum, Profifußballspieler zu werden, absolvierte der 14-jährige Durrans im März 2013 ein Probetraining beim SC Fürstenfeldbruck im Westen der bayerischen Landeshauptstadt München.
Im August 2013 zog er schließlich zusammen mit seiner Familie nach München und trat in das Nachwuchsleistungszentrum des Zweitligisten TSV 1860 München ein. Er erlernte die deutsche Sprache und besuchte die Munich International School.
Im NLZ der Münchner Löwen durchlief er die Nachwuchsmannschaften von der U16 bis zur U19. Dabei kam er aber nicht über die Rolle eines Ergänzungsspieler hinaus. 2015 wurde er zweimal in der B-Junioren-Bundesliga eingewechselt, später im Jahr einmal in der A-Junioren-Bundesliga. 16-mal saß er in der U17- und U19-Bundesliga auf der Bank, zumeist gehörte er dem Spieltagskader gar nicht an. Im Sommer 2016 verließ er das NLZ des TSV 1860 und schloss sich dem wenige Kilometer entfernten FC Deisenhofen im Südosten Münchens an, für den er in der Spielzeit 2016/17 21 Spiele in der zweitklassigen U19-Bayernliga bestritt und dort drei Tore schoss.
2017 folgte der Wechsel in den Erwachsenenfußball und in den Norden der bayerischen Landeshauptstadt zum VfR Garching. In den folgenden eineinhalb Jahren kam er dort zehnmal in der viertklassigen Regionalliga Bayern zum Einsatz, wobei er ein Tor erzielte. Für die zweite Mannschaft in der neuntklassigen Kreisklasse München 2 spielte er dreimal und kam ebenfalls einmal zum Torerfolg. Zum Jahreswechsel 2018/19 kehrte Durrans zurück nach München-Giesing zum TSV 1860. Dort gehörte er dem Kader der U21 an, die in der fünftklassigen Bayernliga Süd spielte. Er bestritt zehn der zwölf Spiele nach der Winterpause der Spielzeit 2018/19 und schoss drei Tore. In der folgenden Saison 2019/20 war er Stammspieler bei der Zweitvertretung der Sechzger und kam mit Ausnahme einer Partie in allen Bayernligaspielen zum Einsatz, bis die Spielzeit aufgrund der COVID-19-Pandemie unterbrochen wurde. Er hatte bis dahin fünf Tore erzielt.
Im Sommer 2020 wurde Durrans von Trainer Michael Köllner in den Kader der Profimannschaft des TSV 1860 in der 3. Liga berufen. Er wurde in allen drei Testspielen eingesetzt und gehörte bei den Pokalspielen gegen die Würzburger Kickers und Eintracht Frankfurt dem 18er-Kader an. Im Herbst 2020 bestritt er noch drei Spiele für die U21 und saß bei vier Drittligapartien auf der Bank. Am 12. Dezember 2020 kam er zu seinem ersten Einsatz im Profifußball, als er beim Heimsieg über den SV Waldhof Mannheim eingewechselt wurde.
Im Juli 2021 wechselte Durrans zum FC Edmonton in die Canadian Premier League. Für Edmonton kam er bis zum Ende der Spielzeit 2021 zu 16 Einsätzen in der Premier League. Im Januar 2022 kehrte er wieder nach Deutschland zurück und schloss sich dem Regionalligisten FC Pipinsried an. Für Pipinsried spielte er nur dreimal in der bayrischen Regionalliga, ehe er sich im März 2022 die Achillessehne riss. Trotz seiner schweren Verletzung wechselte Durrans zur Saison 2022/23 zum österreichischen Bundesligisten SK Austria Klagenfurt. Dort gehörte er zunächst zum Kader der Reserve, ehe er nach seiner Genesung in der Winterpause in den Profikader der Kärntner rückte. Ohne Profieinsatz verließ er Klagenfurt nach der Saison 2022/23 wieder.